# Antoni (Stachowski)
Antoni, imię świeckie Andrej Gieorgijewicz Stachowski (ur. w latach 60. XVII w. w Repkach, zm. 16 marca?/27 marca 1740 w Tobolsku) – biskup Rosyjskiego Kościoła Prawosławnego, święty prawosławny.

## Życiorys
Pochodził z rodziny kapłana prawosławnego, z rodu szlacheckiego. Ukończył Akademię Mohylańską, po uzyskaniu dyplomu końcowego złożył wieczyste śluby mnisze i w 1699 był już ekonomem eparchii czernihowskiej. Rok później został namiestnikiem monasteru św. św. Borysa i Gleba w tym samym mieście i prefektem seminarium duchownego w Czernihowie. Rok później został głównym kaznodzieją eparchii czernihowskiej. W różnych okresach był sekretarzem, ekonomem, wykładowcą, inspektorem i rektorem kolegium czernihowskiego, przyczyniając się do jego znacznego rozwoju. W 1705 opublikował Ziercało ot Bożestwiennogo pisanija - zbiór pięciu wybranych homilii św. Jana Chryzostoma zestawiony z trzema współczesnymi kazaniami biskupa czernihowskiego Jana, z którym Antoni blisko współpracował. Całość poprzedzała wierszowana panegiryczna przedmowa adresowana do hetmana Iwana Mazepy.
W 1709 Antoni (Stachowski) został przełożonym monasteru Przemienienia Pańskiego w Nowogrodzie Siewierskim, z godnością archimandryty. Trzy lata później został wybrany przez sobór duchowieństwa eparchii na nowego biskupa czernihowskiego. Jego wybór zatwierdził car Piotr I, zaś chirotonia biskupia odbyła się w soborze Zaśnięcia Matki Bożej na Kremlu moskiewskim 20 września 1713. Będąc biskupem, Antoni (Stachowski) nadal troszczył się o rozwój kolegium czernihowskiego, polecił przełożyć z łaciny dzieje Rzymu spisane przez Tytusa Liwiusza, być może również sam przetłumaczył O naśladowaniu Chrystusa.
W 1721 arcybiskup Antoni został przeniesiony na katedrę tobolską i syberyjską, uzyskując równocześnie godność metropolity. Po przybyciu do Tobolska przekonał się, że eparchia dysponowała niedostatecznymi środkami materialnymi, zbyt małą liczbą duchownych, którzy w dodatku byli z reguły słabo wykształceni. Na niskim poziomie stało również życie duchowe laikatu. Poważnym problemem dla Rosyjskiego Kościoła Prawosławnego była również aktywność staroobrzędowców, którzy w latach 1722-1724 swoimi wystąpieniami doprowadzili nawet do kilku masowych rytualnych samospaleń. Zwalczając wpływy starowierców, metropolita Antoni przetłumaczył w 1726 Katechizm św. Cyryla Jerozolimskiego, a także podjął bliską współpracę z miejscowymi organami świeckiej administracji oraz z wojskiem, przy pomocy którego dochodziło do wysiedleń staroobrzędowców z ich tradycyjnych siedzib na Syberii. W 1727 uzyskał prawo przyjmowania do monasterów osób uznanych za niezdolne do pracy w administracji państwowej, w porozumieniu z gubernatorem syberyjskim. Sprzeciwiał się przy tym przymusowym chrztom miejscowej nieprawosławnej ludności. Wzniósł w swojej eparchii szereg świątyń.
Metropolita Antoni starał się zorganizować przy soborze w Tobolsku seminarium duchowne, tworząc już w roku swojego przybycia na Syberię szkołę dla 90 synów duchownych. Z powodu ubóstwa eparchii musiał jednak szybko zrezygnować z kształcenia większości uczniów. W 1738 Świątobliwy Synod Rządzący nadał szkole prawa niższego seminarium duchownego, jednak przestało ono istnieć po śmierci metropolity Antoniego i wznowiło działalność dopiero w 1744.
W 1989 kanonizowany jako jeden z Soboru Świętych Syberyjskich. Stosownej ceremonii przewodniczył patriarcha moskiewski i całej Rusi Pimen.